# 新斯科莫羅希
49°15′23″N 24°47′1″E / 49.25639°N 24.78361°E
新斯科莫羅希（烏克蘭語：Нові Скоморохи），是烏克蘭西部的村莊，隸屬伊萬諾-弗蘭科夫斯克州的伊萬諾-弗蘭科夫斯克區。該村面積11平方公里，2001年人口684，人口密度每平方公里62.4人。